# Comtat de Montornés
El comtat de Montornés és un títol nobiliari espanyol creat el 10 de novembre de 1888, durant el regnat d'Alfons XIII, per la reina regent Maria Cristina d'Habsburg-Lorena a favor de María de la Caridad Despujol y Rigalt, filla del I comte de Casp, en record d'un antic senyoriu de la seva Casa.

## Comtes de Montornés
|                         | Titular                                 | Període                 |
| Creació per Alfons XIII | Creació per Alfons XIII                 | Creació per Alfons XIII |
| ----------------------- | --------------------------------------- | ----------------------- |
| I                       | María de la Caridad Despujol y Rigalt   | 1888-1946               |
| II                      | Enrique María Trénor y Lamo de Espinosa | 1953-actual titular     |

## Historia de los condes de Montornés
- María de la caridad Despujol y Rigalt († en 1946), I comtessa de Montornés.

1. Casat amb Enrique Trénor Montesinos, I comte de la Vallesa de Mandor. La succeí, del seu fill Enrique Trénor y Despujol II comte de la Vallesa de Mandor casat amb María del Carmen Lamo de Espinosa del Portillo, VII comtessa de Noroña, el fill d'ambdós, per tant el seu net:

- Enrique María Trénor y Lamo de Espinosa, II comte de Montornés, III comte de la Vallesa de Mandor, VIII comte de Noroña.